# 圣热讷维耶沃代布瓦
圣热讷维耶沃代布瓦（法語：Sainte-Geneviève-des-Bois）是位於法國巴黎南郊的城市。距離巴黎市中心有23.5（14.6英里）。屬埃松省，位於埃松省的北部地區。在歷史上隨著鐵路的修建，城市得到了發展。聖熱訥維耶沃-德布瓦曾設有俄羅斯正教會的機構，市內曾有大規模俄羅斯人社區。

## 外部連結
- Official website（页面存档备份，存于） （法文）
- Mérimée database - Cultural heritage（页面存档备份，存于） （法文）
- Land use (IAURIF)[永久] （英文）